# Hawryliwka (obwód chersoński)
Hawryliwka (ukr. Гаврилівка) – wieś na Ukrainie, w obwodzie chersońskim, w rejonie berysławskim. W 2001 liczyła 1509 mieszkańców, spośród których 1449 posługiwało się językiem ukraińskim, 56 rosyjskim, 3 białoruskim, a 1 innym.